# Pagaruyung (Tanjung Emas)
Pagaruyung is een bestuurslaag in het regentschap Tanah Datar van de provincie West-Sumatra, Indonesië. Pagaruyung telt 6872 inwoners (volkstelling 2010).